# Adamova jabučica
Adamova jabuka ili Adamova jabučica (lat. pomum Adami, anat. prominentia laryngea), ventralno izbočenje na ljudskom vratu koje stvara dio štitne hrskavice grkljana (lat. cartilago thyiroida). Prominentia je smještena između lijeve i desne ploče štitne hrskavice gdje one zatvaraju gornji prorez (lat. incisura thyroidea superior).
Adamova se jabučica javlja kod oba spola, ali se u svakodnevnom govoru taj naziv obično odnosi na izbočenje na muškom vratu jer je kod muškaraca ona kao sekundarna spolna karakteristika posebno izražena jer ploče štitne hrskavice zatvaraju najčešće šiljasti ili pravi kut (oko 90°) dok je kod žena kut tupi (oko 120°). Kod dječaka je slabije izražena kao i kod žena, a do povećanja dolazi tijekom puberteta što rezultira dubljim glasom jer se glasnice nalaze odmah iza, a povećanjem se između njih stvori veći vokalni procjep.
Plastična operacija smanjenja Adamove jabučice se naziva kondrolaringoplastija ili tiroidna kondroplastija.

## Etimologija
Postoje dvije teorije o porijeklu naziva Adamova jabučica:
- Prema starom vjerovanju dio je zabranjenog voća zapeo u Adamovom grlu (prema abrahamskim religijama prvi stvoreni čovjek) te je tako nastalo istoimeno izbočenje. Ta teorija ne daje odgovor na pitanje zašto jabučica, jer biblijska priča ne specificira o kojem se voću radi.[4]
- Vjerojatnija teorija kaže da je naziv Adamova jabučica nastao pogrešnim prijevodom s hebrejskog na latinski jezik. Na hebrejskom naziv glasi tappuach ha adam što znači čovjekova jabučica jer adam (אדם) znači čovjek. Taj je naziv pogrešno preveden na latinski kao pomum Adami što doslovno znači Adamova jabučica.[5]

Latinski medicinski naziv prominentia laryngea je prvi put upotrijebljen u nomenklaturi Basle Nomina Anatomica koja je objavljena 1895. godine.